# 文化勲章 (韓国)
文化勲章（ぶんかくんしょう、文化勳章、朝: 문화훈장）は、大韓民国の勲章。1951年12月22日に文化勲章令（大統領令第582号）により創設され、1963年12月14日以降は賞勲法により規定されている。1967年1月16日の賞勲法改正により一度廃止されて国民勲章へ統合されていたが、1973年1月25日の同法改正で再制定された。

## 授与対象

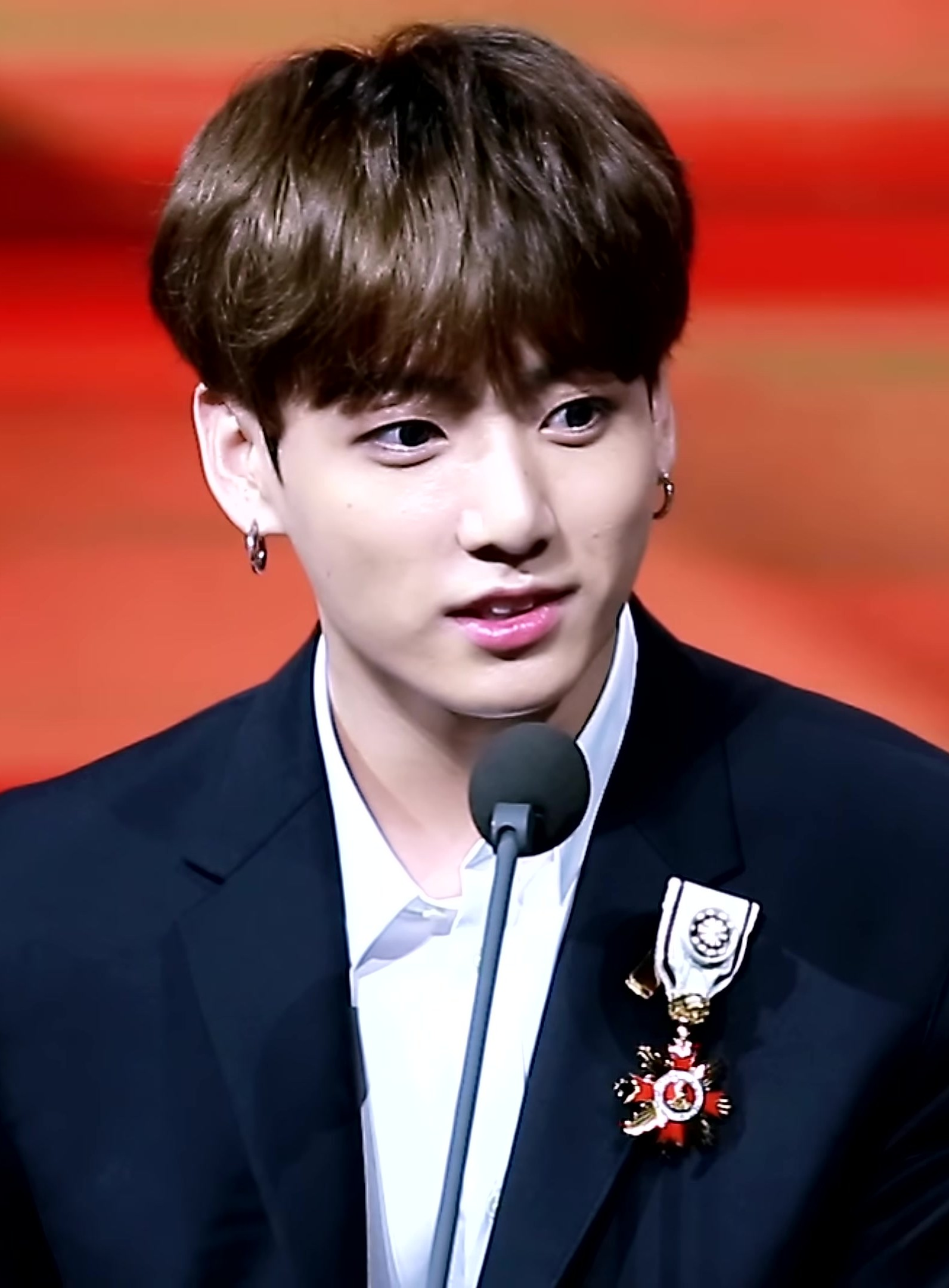
2018年10月24日に花冠文化勲章を受章・佩用したBTSのJUNG KOOK

文化勲章は賞勲法第17条3項により、「文化芸術発展に功績を立てて国民文化向上及び国家発展に寄与した功績が明確な者」へ授与されることが規定されている。小説家や画家、舞踊家、漫画家、近年では映画監督や芸能人も受章している。外国人も受章することがあり、日本人では、朝鮮の孤児たちの親として養育・救援活動に尽力した福祉活動家の曽田嘉伊智が日本人初の受賞者として追贈され、また戦前に朝鮮文化の保護を訴えた民藝運動家の柳宗悦が没後の1984年に宝冠文化勲章を追贈された例がある。

## 等級
文化勲章は5等級からなり、各等級の名称は賞勲法施行令第11条により定められている。1951年の制定当初は大韓民国章(대한민국장)・大統領章(대통령장)・国民章(국민장)の3等級であったが、1973年の再制定で5等級に改められた。
文化勲章の下位には賞勲法第26条3項で規定される文化褒章（ぶんかほうしょう、文化褒章、문화포장）が存在する。
| 等級 | 勲章名                       | 略綬 |
| ---- | ---------------------------- | ---- |
| 1等  | 金冠文化勲章 (금관 문화훈장) |      |
| 2等  | 銀冠文化勲章 (은관 문화훈장) |      |
| 3等  | 宝冠文化勲章 (보관 문화훈장) |      |
| 4等  | 玉冠文化勲章 (옥관 문화훈장) |      |
| 5等  | 花冠文化勲章 (화관 문화훈장) |      |

## 意匠
文化勲章の各等級の意匠は賞勲法施行令第13条により定められている。章と綬からなる正章、襟章と略綬のセットが基本で、さらに上位2等級の金冠章と銀冠章には副章が添う。
章飾の意匠は、表面中央の紅玉円板にあしらわれた世宗の肖像から伸びた八稜の太陽光線にマルタ十字様の四稜の赤色光線が重なった形状で、正章の章には月桂冠とペン一対を組み合わせた鈕が付く。綬は白地の両端に赤線が入り、花冠章から銀冠章までは細線が1本ずつ増え、金冠章は太線1本となり、その本数と太さで等級が区別される。
正章はそれぞれ、金冠章は右肩から下げて佩用する大綬章、銀冠・宝冠各章は喉元に帯びて佩用する中綬章、玉冠・花冠各章は左胸に佩用するロゼット付き小綬章である。上位2等級の副章はいずれも左胸に佩用する星章である。また、文化褒章は玉冠・花冠各章と同じロゼット付き小綬章だが、金属部品は銀色となり、綬は白地の中央に赤線1本が入る。
なお、従来の金冠章の女性用章飾は男性用より小さい寸法が規定されていたが、2015年12月31日の賞勲法施行令改正により男性用の寸法に統合された。